# Thalassohelix
Thalassohelix is een geslacht van weekdieren uit de klasse van de Gastropoda (slakken).

## Soorten
- Thalassohelix antipoda (Hombron & Jacquinot, 1841)
- Thalassohelix chathamensis (Suter, 1909)
- Thalassohelix igniflua (Reeve, 1852)
- Thalassohelix laingi (Suter, 1905)
- Thalassohelix propinqua (Hutton, 1882)
- Thalassohelix pygmaea Suter, 1913
- Thalassohelix zelandiae (Gray, 1843)